# Мезоионные соединения
Мезоионные соединения (от мезомерный и ионный) — биполярные пяти- и шестичленные гетероциклические соединения с экзоциклическими атомами азота или халькогенов, в которых отрицательный и положительный заряды делокализованы таким образом, что их строение невозможно удовлетворительно описать ни ковалентными, ни полярными структурами. Формальный положительный заряд в мезоионных соединениях связан с атомами гетероциклического ядра, отрицательный — как с атомами кольца, так и с экзоциклическим атомом. Мезоионные соединения являются подклассом бетаинов.
Мезоионные соединения как особый класс гетероциклических соединений были описаны в середине XX века, первые представители этого класса были названы по именам городов, в которых они были синтезированы — сидноны в Сиднее, мюнхоны — в Мюнхене.
Особенностью мезоионных соединений является наличие среди мезомерных структур как илидных (с зарядами на соседних атомах) так и бетаиновых (заряды на несоседствующих атомах); типичным примером являются мюнхоны с карбанионными илидными мезомерными структурами:
и сидноны:
Мезоионные соединения — стабильные кристаллические вещества с температурами плавления выше 100 °C.
Формально они являются ароматическими соединениями и соответствуют правилу Хюккеля: так, сидноновый цикл является 6π-электронной системой (4 электрона фрагмента C=N-N и два p-электрона кислородного атома цикла). Сидноны также вступают в реакции электрофильного замещения по положению 4 1,2,3-оксадиазольного цикла, типичные для ароматических соединений — хлорируются, бромируются и нитруются. Вместе с тем, степень их ароматичности до сих пор является предметом дискуссий: так, например, в ИК-спектрах сиднонов присутствует полоса экзоциклической карбонильной группы при 1750—1770 см−1, что характерно для неароматических γ-лактонов и они вступают в нетипичные для ароматических соединений реакции 1,3-диполярного присоединения.
Для некоторых мезоионных соединений также характерна кольчато-цепная таутомерия — незамещенные по экзоциклическому азоту сиднонимины в растворах находятся в равновесии с раскрытой таутомерной формой — N-нитрозоаминоацетонитрилами.
В природе мезоионные соединения не обнаружены, однако некоторые из них обладают биологической активностью и используются в качестве лекарственных средств (например, сиднонимиды фепрозиднин и мезокарб).